# Зона небезпечного впливу підземних розробок
Зона небезпечного впливу підземних розробок (рос. зона опасного влияния подземных разработок, англ. zone of dangerous dominance of underground minings, нім. Zone f des gefährlichen Einflüsses von untertägigem Abbau m) — частина мульди зрушення, в якій нахили, кривина та розтяги перевищують встановлені допустимі величини. Як правило, ця зона є частиною мульди, де нахили перевищують 4x10−3, кривина 0,2x10−3 1/м і розтягання 2х10−3 (при середньому інтервалі реперів 15-20 м). Границі зони небезпечного впливу визначаються кутами зрушення гірських порід.